# Chirpan

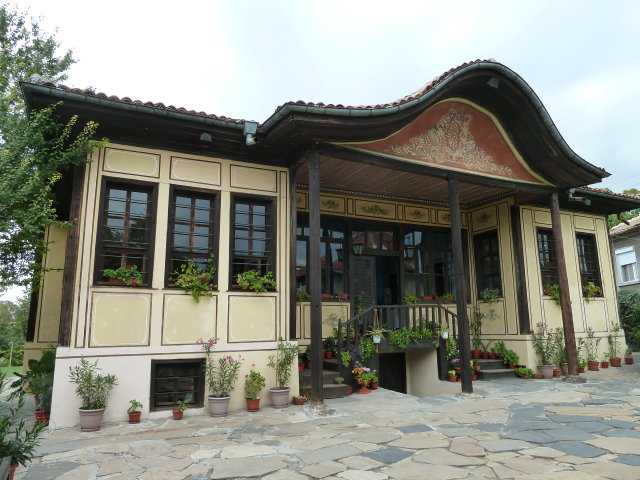
Galería Manev en Chirpan.

Chirpan es una ciudad sobre el río Tekirska en la Provincia de Stara Zagora, al sur-centro de Bulgaria. Es el centro administrativo del municipio homónimo. La ciudad tiene una población de 16,355 habitantes (diciembre, 2009).
Chirpan está ubicada al norte del río Maritsa en las tierras altas de Chirpan, al sureste de las montañas Sredna Gora. La ciudad es un centro de bodegas y vitivinicultura.

## Historia
La ciudad moderna es la sucesora de un antiguo asentamiento de la Antigua Roma de Sherampol y re-emergió a principios del siglo XV, es probable que su nombre actual provenhga de la denominación romana. Ha habido excavaciones arqueológicas en Karasura (Carasura). Durante la dominación otomana de Bulgaria, Chirpan era conocida por sus artesanos y agricultura. La ciudad sufrió un terremoto el 18 de abril de 1928.
Chirpan fue el lugar de nacimiento del turco otomano Abdülkerim Nadir Pasha, y el poeta búlgaro Peyo Yavorov, cuyas casas nativas ahora son museos. Chirpan era el hogar del pintor George Danchov. Su casa en el centro de la ciudad  es un ejemplo excelente de arquitectura renacentista búlgara.

## Economía
Hay 23,470 (2009) habitantes en el municipio, dos tercios de los cuales viven en la ciudad. El 53% de la tierra está dedicada a la agricultura, los principales cultivos son de trigo, girasol, algodón, uvas y árboles frutales. Hay una Red Natura 2000 zona de especial protección para las aves a lo largo del río Tekirska.

## Honores
El pico Chirpan en la isla Livingston en las Islas Shetland del Sur, Antártida fue nombrado en honor a Chirpan.